# کادش (سوریه)
کادش, یا قادش, شهری باستانی در شام در نزدیکی سرچشمه‌های رود عاصی بود. در مورد اهمیت آن در اواخر عصر برنز و در نامه‌های عمارنه ذکر شده‌است. این مکان محل نبرد کادش بین امپراتوری‌های هیتی و مصر در قرن سیزدهم قبل از میلاد بود.

## نام و مکان
این نام از ریشه سامی غربی (کنعانی) Q-D-Š به معنای "مقدس" است. در "مصری" "Qdšw" و در هیتی "Kadeš" ترجمه شده‌است. انواع هجی‌های آکدی شامل "Kinza, Kidša, Gizza" است.
ویرانه‌های کادش در، ۲۴ کیلومتری جنوب غربی حمص در نزدیکی قصیر و مجاور روستای تل النبی مندو در سوریه امروزی واقع شده‌است. متن کتیبه‌های کادش نشان می‌دهد که کادش در نزدیکی تونیپ در سرزمین آمورو است، فرض بر این است که در نزدیکی رود عاصی بوده‌است (شاید در سلحب).
برخی از محققان نیز کادش را با شهر "Kadytis" (Καδύτις به  یونانی) که توسط هرودوت ذکر شده‌است (غزه را جایگزین برای Kadytis) ذکر می‌کنند.

## تاریخ اولیه
سایتی در تل النبی مندو وجود دارد که در دوره مس‌سنگی مسکونی شد. 

## عصر برنز میانی
این شهر برای اولین بار زمانی وارد سوابق تاریخی شد که از آن در بایگانی ماری در قرن هجدهم پیش از میلاد به عنوان مرکز حکومتی پادشاه ایشی-ادوو در قطنا نام برده شد که برای نظارت بر سرکوب شورشی در جنوب شهر در آنجا اقامت گزید.

## اواخر عصر برنز
کادش بین سالهای ۱۵۰۰ و ۱۲۸۵ پیش از میلاد تحت تأثیر امپراتوری رو به رشد هیتی قرار داشت. این هدف مبارزات نظامی توسط بسیاری از فراعنه دودمان هجدهم مصر بود.
بین ۱۵۰۴ تا ۱۴۹۲ پیش از میلاد تحوتموس یکم در شمال سوریه علیه میتانیها، هیتیها و به همراه آرام، متحد کادش فعالیت کرد، در زمان حتشپسوت هیچ مبارزه‌ای علیه کادش صورت نگرفت زیرا او در توسعه تجارت از طریق دریای سرخ و جنوب تمرکز داشت. 
کادش ابتدا به عنوان یکی از دو شهر کنعانی (دیگری شهر مگیدو) که ائتلافی از دولت-شهرهای مخالف تصرف شام توسط تحوتموس سوم را رهبری می‌کند، شناخته می‌شود. در شروع این مخالفت، پادشاه کادش احتمالاً توسط حاکم میتانی رقیب اصلی خارجی مصر در کنترل شام تحریک شد. شکست کادش در نبرد بعدی نبرد مگیدو در نهایت منجر به گسترش هژمونی مصر بر شهر و همچنین بقیه مناطق جنوب سوریه شد.
اگر چه آمنهوتپ دوم در Djadi مبارزه کرد اما از آن پس تا زمان سلطنت هرمهب (۱۳۱۹–۱۳۰۷ پ. م) به مدت یک قرن و نیم کنعان مستقل از حکومت مصر بود.

### نامه‌های عمارنه
مکاتبات بین حاکم کادش و فرعون آخناتون در میان نامه‌های عمارنه حفظ شده‌است. کادش در این حروف زبان اکدی به قیدشو معروف است.
نام سه پادشاه کادش از منابع معاصر برجای مانده‌است: سوتارنا (یا سوتاتارا؛ حدود ۱۳۵۰ پ. م)؛ اتاککاما (حدود ۱۳۴۰ پ. م) و پسرش آری تشوب (حدود ۱۳۳۰– ۱۳۲۵ پ. م).

### مبارزاتستی یکم
این شهر در سال ۱۳۰۶ پیش از میلاد توسط فرعون بزرگ ستی یکم، در جریان مبارزات خود در سوریه تصرف شد. مصر از زمان آخناتون کادش از دست داده بود. توت‌عنخ‌آمون و هرمهب هر دو نتوانسته بودند شهر را از دست هیتیها پس بگیرند.
ستی یکم در این امر موفق شد و ارتش هیتی را که سعی در دفاع از کادش داشت شکست داد. او پیروزمندانه به همراه پسرش رامسس دوم وارد شهر شد و یک استلا پیروزی در محل برپا کرد.
موفقیت او موقتی بود. به محض اینکه ستی یکم به مصر بازگشت پادشاه هیتی، مورسلیس دوم، برای گرفتن کادش به جنوب لشکر کشید
و آن را به یک دژ مستحکم برای دفاع هیتی در سوریه تبدیل کرد. هیتی‌ها از طریق یک نایب السلطنه در کارکمیش حکومت می‌کردند.

### نبرد کادش

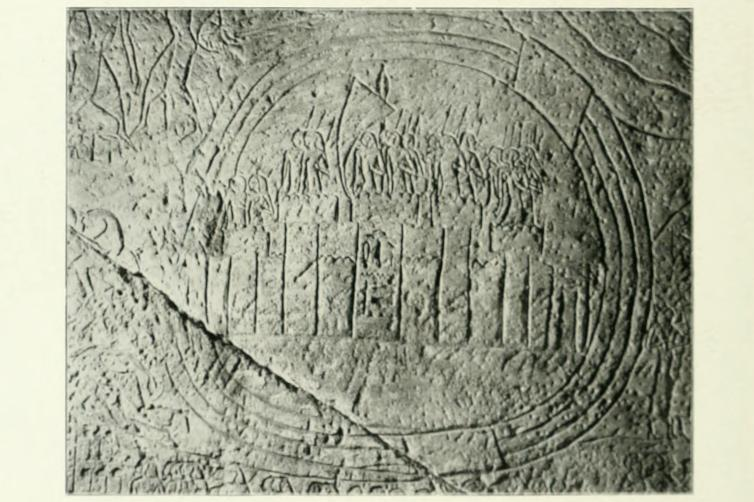
نقش برجسته مصر مربوط به دوران رامسس دوم است که کادش را که توسط هیتی‌ها و توسطرود عاصی محاصره شده‌است، به تصویر می‌کشد..

این شهر بیشتر به عنوان مکان یکی از بهترین جنگ‌های مستند جهان باستان شناخته می‌شود، نبرد کادش، بین ابرقدرت‌های قرن ۱۳ قرن پیش از میلاد آغاز شد: امپراتوری‌های مصر و هیتی. سرانجام کادش که حدود ۱۵۰ سال مستعمره مصر بود، سرانجام به حکمفرمایی هیتی نائل شد و به این ترتیب شهر را در مرز مورد اختلاف بین دو امپراتوری رقیب قرار داد.
در پاسخ به این پیشرفت و گسترش هیتی به جنوب، فرعون مصری رامسس دوم یک واکنش نظامی تهاجمی آماده کرد و ایالت ساحلی آمورو را تصرف کرد.
در سال ۱۲۷۴ پیش از میلاد، در پنجمین سال سلطنت رامسس دوم، وی نیرویی عظیم از ارابه‌ها و پیاده‌نظام را با مسافت ۱۰۰۰ مایل (۱۶۰۰ کیلومتر) هدایت کرد تا شهر محاصره شده را پس بگیرد. در نبرد کادش، دو نیرو که در بزرگترین جنگ ارابه در برابر ارابه (۵۰۰۰ تا ۶۰۰۰ بین هر دو طرف) در طول تاریخ شناخته می‌شود، در دشت جنوب شهر و غرب رود عاصی درگیر شدند.
سال بعد، هیتی‌ها برای بازپس‌گیری آمورو به جنوب نقل مکان کردند، در حالی که مصری‌ها برای ادامه گسترش به سوریه به سمت شمال حرکت کردند. ساکنان شهر کادش یک کانال از رودخانه به یک نهر در جنوب شهر بریده بودند، که شهر را به یک جزیره مصنوعی تبدیل کرده بود. نبرد بعدی که در کادش انجام شد، مصریان که با شکست نیروهای دشمن، یک شکست حتمی را به پیروزی تبدیل کردند و با مسیریابی نیروهای دشمن آنان را نابود کردند. بعد از اینکه جاسوسان هیتی، مصری‌ها را متقاعد کردند که هیتی‌ها از آنها دورتر هستند، هیتی‌ها، مصری‌ها را در اردوگاه خود غافلگیر کردند. ارتش مصر تنها با ورود یک نیروی پشتیبانی از نواحی ساحلی آمورو نجات یافت. رامسس دوم توانست ابتکار عمل را به دست بگیرد و دو ارتش در بن‌بست عقب‌نشینی کردند و هر دو ادعای پیروزی کردند.

### عواقب
با این وجود، کادش تحت سلطه هیتی باقی ماند، آمورو به آغوش هیتی بازگشت و ارتش هیتی به فتوحات خود در جنوب تا اوپی، قلمرو اطراف دمشق ادامه داد.
بن‌بست متعاقب آن بین مصر و هیتی منجر به معاهده ای شد که اکنون به عنوان یکی از اولین معاهدات صلح بین‌المللی باقیمانده شناخته می‌شود و چندین دهه بعد بین رامسس دوم و همتای هیتیایی وی، هتوسیلی سوم منعقد شد.

## نابودی کادش
کادش پس از اینکه توسط مهاجمان مردمان دریا در حدود ۱۱۷۸ پ. م نابود شد، از تاریخ ناپدید شد. با این حال، بقایای هلنیستی در سطوح بالای تل النبی مندو (خرابه-تل) یافت شده‌است، و قله امروز نیز اشغال شده‌است. سکونت مداوم در طول دوره اسلامی احتمالاً وجود دارد، این تپه به نام یک مقدس یا پیامبر مسلمان محلی، نبی مند نامگذاری شده‌است. در زمان بیزانس، بقایای گسترده‌ای که در پایین محل شنیده می‌شود، اثبات شده‌است که تصور می‌شود نشان دهنده شهر Laodicea ad Libanum است.